# Mikołaj Zieleński
Mikołaj Zieleński, noto anche con il nome latinizzato di Zelenscius (fl. XVII secolo), è stato un compositore e organista polacco, attivo intorno al 1611.

## Biografia
Della vita e dell'attività di Zieleński ben poco sappiamo. Szymon Skorowolski, letterato e storico polacco del tempo,  incluse Zieleński in un gruppo di musicisti polacchi che avevano studiato a Roma ("in media Roma exercitati"). Le scarse informazioni biografiche che lo riguardano provengono dall'unica opera che diede alle stampe: Offertoria et Communiones totius anni, apparsa a Venezia nel 1611, e dedicata a Wojciech Baranowski, Arcivescovo di Gniezno e Primate di Polonia dal 1608. Dall'opera si apprende che era al servizio dell'arcivescovo Baranowski, quale organista e maestro di cappella. Non sappiamo tuttavia il luogo dove Zielenski svolse la sua attività). 

Benché Zieleński firmasse la dedica della sua opera da Venezia il 1º marzo 1611 («Venetijs Kalend. Martij 1611»), sembra che non vi si fosse recato, dato che in quell'anno si trovava in Polonia, essendo coinvolto in un processo tenutosi a Łowicz.

## Considerazioni sul compositore e sulla sua opera
Nella dedica all'arcivescovo Baranowski, Zieleński affermò che il prelato aveva "coltivato" il suo talento; grazie all'incitamento e alla "liberalità e generosità" del suo protettore, la sua opera Offertoria et Communiones, "la prima composta da un polacco in stile moderno", venne data alle stampe.

L'opera, pubblicata in due parti Offertoria totius anni [e] Communiones totius anni, fu stampata a Venezia da Giacomo Vincenti nel 1611; essa si articola in due distinti cicli del proprium missae per l'anno liturgico, e comprende anche dei mottetti e brani strumentali (sinfonie, fantasie). Dei 56 brani degli Offertoria soltanto 44 sono su testo proprio degli offertori. I brani sono tutti in stile policorale echeggiante quello di Giovanni Gabrieli e della scuola veneziana: 12 sono a 7 voci e 43 a 8 - tutti a due cori - oltre a un Magnificat a 12 a 3 cori. I cori sono divisi in voci acute e gravi, con l'aggiunta di strumenti che raddoppiano le voci. L'opera è considerata eccezionale per un compositore polacco di quell'epoca. A differenza degli Offertoria in stile policorale, la sezione delle Communiones comprende brani da 1 a 6 voci con l'organo. Dei 66 titoli soltanto 53 sono su testo proprio del Communio. I pezzi a voce sola e quelli concertati a poche voci sono i primi esempi del genere in ambito polacco. Le parti vocali sono esaltate da diminuzioni e passaggi nello stile italiano. La strumentazione, indicata con precisione anche se opzionale, abbraccia gruppi più ricchi di quelli degli Offertoria e comprende strumenti ad arco, a fiato e a corda. Le Communiones, tuttavia, contengono anche mottetti in stile imitativo, tipico della polifonia del tardo Cinquecento, anche se non mancano di una certa espressività, esaltata talvolta dall'impiego di cromatismi.

I 20 brani a voce sola di Zielenski non possono essere considerati simili ai brani monodici italiani del primo Seicento per voce e basso continuo. Essi sono stati definiti come "pseudomonodie": la voce solista (il soprano, l'alto, il tenore o il basso) è, infatti, inserita in un tessuto polifonico a quattro parti affidato all'organo, rispettoso delle regole del contrappunto rinascimentale.

La monumentale opera a stampa di Zieleński costituisce il primo importante esempio di recezione da parte di un compositore polacco dello stile italiano da chiesa del primo Seicento.

## Composizioni
- Offertoria totius anni, quibus in festis omnibus Sancta Romana Ecclesia uti consuevit per 7-8 voci e strumenti … aliquot sacrae simphoniae cum Magnificat per 12 voci (Venezia, 1611)
- Communiones totius anni quibus in solennioribus festis Sancta Romana Ecclesia uti consuevit ad cantum organi per 1-6 voci e strumenti cum … vocis resolutione, quam Itali gorgia vocant … aliquot simphoniae per 4-6 voci et tres fantasiae per strumenti (Venezia, 1611)